# الفصل (حبيش)

تعديل مصدري - تعديل

الفصل محلة تابعة لقرية القطبة، التابعة لعزلة بني شبيب بمديرية حبيش إحدى مديريات محافظة إب في الجمهورية اليمنية، بلغ تعداد سكانها 105 حسب تعداد اليمن لعام 2004.